# 쇼소인

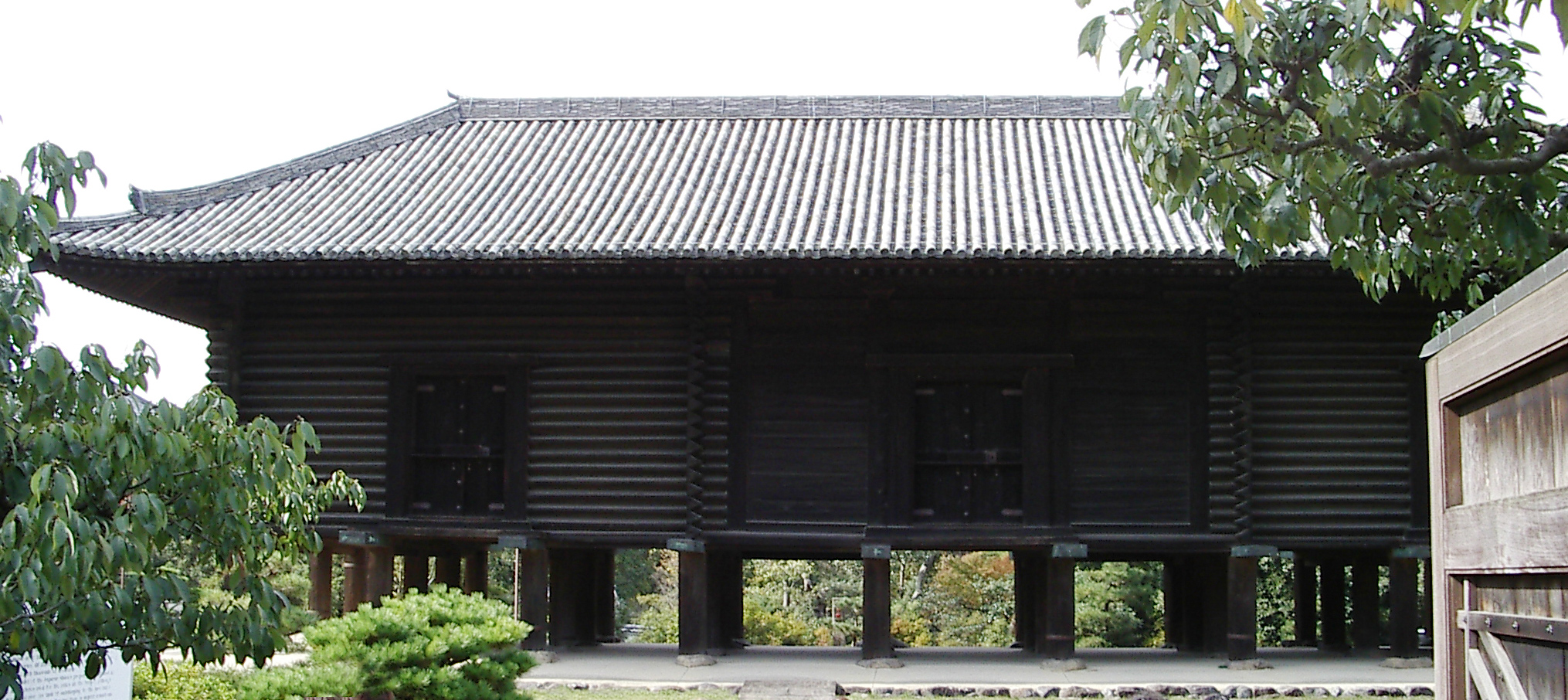
쇼소인

쇼소인(일본어: 正倉院)은 일본 나라현 나라시 도다이지의 대불전 북서쪽에 위치한 수장고이다. 쇼무 천황, 고묘 황후 시대의 물건을 비롯하여 나라 시대를 중심으로 한 다수의 일본의 전통 미술공예품들을 소장하고 있다. 1998년 다른 나라 시내의 문화재들과 함께, 고도 나라의 문화재 중 하나로서 유네스코 세계유산으로 등록되었다.

## 개요
원래는 도다이지의 창고였으나, 메이지 시대 이후 국가의 관리하에 담당관청이 내무성, 농상무성로 바뀌고, 1884년 궁내성에서 관리하게 되었다. 태평양 전쟁 후 궁내부를 거쳐, 현재의 궁내청 산하 쇼소인 사무소가 관리하고 있다.
쇼소인의 보물에는 일본, 당나라와 서역, 신라와 백제, 고구려 등과 멀리는 페르시아, 인도, 그리스, 로마, 이집트 등지에서 수입한 그림·서적·금속공예품·칠공예품·목공예품·도검·오지그릇·유리그릇·악기·가면 등, 고대 미술공예의 진수를 모은 작품이 많이 남아있다. 그 밖에도 나라 시대의 일본을 알 수 있는 귀중한 사료인 쇼소인 문서(正倉院文書), 도다이지 대불 개안 법요에 관련된 역사적인 물건과 고대의 약품 등도 소장되어 있어 문화재의 보고라 할 수 있다. 실크로드의 동쪽 종착점이라고도 불린다.

## 쇼소인의 어원
나라시대의 관공서나 큰 사원에는 다수의 창고가 줄지어 있었던 것이 기록되어 있다. 「쇼소(正倉)」란, 원래 「세금을 거두는 창고」이란 뜻으로, 나라 시대에 각지에서 상납된 미곡이나 물건 등을 보관하기 위해서, 대장성(大蔵省)을 비롯 관공서에 설치된 것이었다. 또, 큰 절에는 각각의 영지에서 거둔 물건이나, 절의 집기나 보물 등을 수장하는 창고가 있었다. 이것을 쇼소(正倉)이라 하였고, 쇼소를 담으로 둘러싼 것을 「쇼소인」이라고 하였다. 나라 7대사에는 각각 쇼소인이 있었지만, 후에 폐사되어 도다이지(東大寺)의 것만이 남아있다. 이 때문에,「쇼소인」은 도다이지 대불전 북서쪽에 자리잡은 창고를 뜻하는 고유명사가 되었다.

## 쇼소인의 보물
나라 시대인 756년 고묘 황후는, 남편인 쇼무 천황의 7주기에, 유품 약 650점과, 약 60종의 약품을 도다이지에의 비로자나불(대불)에게 봉헌했다. 그 뒤로도 고묘 황후는 3번에 걸쳐서, 자신과 쇼무 천황과 연관이 있는 물건을 대불에게 봉헌했다. 이 헌납품에 대해서는, 현존하는 5종류의 「헌납장」이라고 하는 문서에 기록되어 있다. 이 보물은 쇼소인에 보관되어 있다.

### 쇼소인의 구분
쇼소인의 보고(宝庫)는 호쿠소(北倉:창고의 북쪽), 주소(中倉:창고의 중앙), 난소(南倉:창고의 남쪽)로 3개 구역으로 구분되어 있다. 호쿠소(北倉)에는 주로 쇼무천황·고묘황후와 인연이 있는 물건이 보관되어 있고, 창고의 중앙인 주소(中倉)에는 도다이지의 의식에 관계되는 물건, 문서 기록, 도다이지(東大寺)를 세울 때 관계된 물건 등이 보관되어 있다. 그리고, 헤이안 시대인 950년 도다이지 안에 있었던 겐사쿠인(羂索院)의 창고인 나라비쿠라(双倉)가 파손되어 그곳에 보관되어 있던 물건을 쇼소인 난소(南倉)로 옮겼다. 난소의 보물에는 불구류(仏具類) 외에도, 도다이지 대불 개안회에 사용되었던 물건 등을 보관했다. 단지 1185년의 고시라카와 천황에 의한 대불 재흥 개안회에 보물인 불구류가 사용되었다. 그 외에도 긴 세월 동안 수리 등을 위해 보물이 창고에서 반출된적이 있어서 반납할 때 창고의 다른 곳에 물품을 두었기 때문에 보물의 소재 장소가 많이 바뀌었다. 앞서 서술한 것과 같이 창고들의 물품 구분은 메이지 시대 이후, 근대적인 문화재 조사가 이루어져서 재정리된 것들이다.
「헌납장」에 기재된 물건이 그대로 현존하고 있는 것은 아니지만, 무기류, 약재, 서적, 악기 등은 필요에 의해 반출되어, 반납되지 않은 물건도 많다. 도검류 등은 에미노 오시카쓰의 난(恵美押勝の乱 또는 후지와라노 나카마로의 난(藤原仲麻呂の乱))이 일어났을 때에 대량으로 분출되어, 「헌납장」에 기대된 물건과는 다른 도검이 대신 반납되었다.
쇼소인의 세 구역 중에서 특히 호쿠소에는 쇼무천황·고묘황후와 인연이 있는 물건이 보관되어 있기 때문에, 일찍부터 엄중한 관리가 이루어지고 있었다. 창고의 문을 열 때에는 칙사가 입회하였다. 또한 「칙봉(勅封)」이라고 하는 말은 본래 「천황의 서명이 들어있는 종이를 열쇠에 감아 자물쇠를 채우는 것」을 가리킨다. 정창원 보고가 이 엄밀한 의미로의 「칙봉」이 된 것은 무로마치 시대 이후이지만, 헤이안 시대의 각종 문서 기록에도 정창원을 「칙봉창고」라고 표현하고 있어, 사실상의 칙봉이었다고 봐도 지장은 없다. 헤이안 시대 중기에는 호쿠소・주소・난소의 3곳도 칙봉창고로 보였지만, 도다이지의 집기류를 납입하고 있던 난소(南倉)만은 후에 칙봉으로부터 도다이지의 승려 조직이 관리하는 강봉(鋼封)으로 바뀌었다. 1875년(메이지 8년), 쇼소인 전체를 정부가 관리하게 된 이후에, 난소(南倉)도 다시 칙봉이 되었다.

### 전시회
정창원의 보물은 평상시에는 공개하지 않고 있다. 태평양 전쟁 이전에는 거풍(擧風)시에 국내외의 고관 등에 한정해서 배관을 허락하고 있었다. 일반인에게 공개된 것은, 1940년 11월의 황기 2600년 기념으로서 도쿄의 황실 박물관에서 개최된 쇼소인 보물 특별전뿐이었다.
전후, 1946년부터는 가을이 올 때마다 거풍에 맞추어 근처의 나라 공원 안에 있는 나라 국립박물관에서 쇼소인 전시회가 개최되어, 해마다 많은 수의 사람들이 견학하고 있다. 관리하는 궁내청에서 정리가 끝난 물건만으로 9000점에 이른다고 하지만 이 중 공개되는 보물의 품목은 해마다 변경되어 수십 점에 불과하다. 대표적인 보물을 보려면 여러 해 동안 견학을 해야 한다.

## 한국에 관련된 유물
- 신라시대 앙탄자, 모전 (毛氈).[2]
- 신라장적 - 1933년에 발견됨 그외 소장된 8세기 미술품 8000점 가운데 많은 물품이 신라제다.(최재석, 역경의 행운, p.95)